# Cinchona mutisii
Cinchona mutisii är en måreväxtart som beskrevs av Aylmer Bourke Lambert. Cinchona mutisii ingår i släktet Cinchona och familjen måreväxter. Inga underarter finns listade i Catalogue of Life.